# Prospère Bruggeman
Prospère Bruggeman, belgijski veslač, *  7. marec 1873, † ?.
Bruggeman je veslal za Royal Club Nautique de Gand, za katerega je na Poletnih olimpijskih igrah 1900 v Parizu osvojil srebrno medaljo.